# Pueblo de Santa Ana
Los Santa Ana son una tribu india de lengua perteneciente a la familia de lenguas keresanas y de cultura pueblo que viven en Nuevo México, Estados Unidos.  Su lengua tenía unos 229 parlantes en 1990. 
El pueblo, llamado Tamaya en keres, administra una reserva india de 73 000 acres (295 km²) de extensión. Según datos del BIA de 1995, había 664 personas apuntadas al rol tribal, pero según el censo de 2000 estaban registrados 647 individuos. 
El Pueblo de Santa Ana (en inglés: Santa Ana Pueblo) (condado de Sandoval, Nuevo México) tiene 479 habitantes, de los cuales el 97,29 % son amerindios y el 2,51 % hispanos.
- Datos: Q16622991